# Condado de Scurry
O Condado de Scurry é um dos 254 condados do estado americano do Texas. A sede do condado é Snyder, e sua maior cidade é Snyder.
O condado possui uma área de 2 350 km² (dos quais 13 km² estão cobertos por água), uma população de 16 361 habitantes, e uma densidade populacional de 7 hab/km² (segundo o censo nacional de 2000).
O condado foi fundado em 1876.